# Tripoli, Iowa
Tripoli là một thành phố thuộc quận Bremer, tiểu bang Iowa, Hoa Kỳ. Năm 2010, dân số của thành phố này là 1313 người.

## Dân số
Dân số qua các năm:
- Năm 2000: 1310 người.
- Năm 2010: 1313 người.